# Popova Luka
Popova Luka – wieś w Chorwacji, w żupanii dubrownicko-neretwiańskiej, w gminie Janjina. W 2011 roku liczyła 27 mieszkańców.